# Roald Flemestad
Roald Nikolai Flemestad (ur. 1943) – norweski duchowny starokatolicki, doktor teologii, biskup Nordyckiego Kościoła Katolickiego

## Życiorys
W 1968 roku ukończył studia teologiczne w Norweskiej Szkole Teologicznej w Oslo, w 1970 roku doktoryzował się na Uniwersytecie w Strasburgu. W latach 1976–1993 duchowny ewangelicko-luterańskiego Kościoła Norwegii. Od 1975 roku wykładowca teologii dogmatycznej w Domu Diakonii Kościoła Norwegii w Oslo.
Należał do środowiska luteran Kościoła Wysokiego. Był zaangażowany we współpracę z anglikańskim stowarzyszeniem Forward in Faith.
W 1993 roku odszedł z Kościoła Norwegii w sprzeciwie wobec zmian obyczajowych. Pretekstem do wystąpienia była elekcja Rosemarie Köhn na ordynariusza diecezji Hamar. Został liderem wspólnoty konserwatywnie nastawionych do zmian separatystów, która utworzyła Wolny Synod. W 1999 roku wspólnie z grupą wiernych i duchownych przeszedł na starokatolicyzm i nawiązał współpracę z Polskim Narodowym Kościołem Katolickim. W tym samym roku otrzymał święcenia kapłańskie z rąk biskupa diecezji Buffalo-Pittsburgh PNKK, Tadeusza Pepłowskiego. Następnie został wikariuszem generalnym Nordyckiego Kościoła Katolickiego. W 2010 roku na synodzie NKK w Oslo został wybrany biskupem. 25 lipca 2011 roku przyjął w Scranton sakrę biskupią z rąk biskupów PNKK.
Roald Flemestad jest zwierzchnikiem NKK. W latach 2011–2019 był jedynym biskupem NKK. Od 2019 roku jest biskupem NKK dla Europy i Zjednoczonego Królestwa. Jako biskup-delegat pełni, z ramienia Unii Scrantońskiej, opiekę nad misjami starokatolickimi w Niemczech, Francji, Wielkiej Brytanii, we Włoszech i na Węgrzech.